# Bad Düben

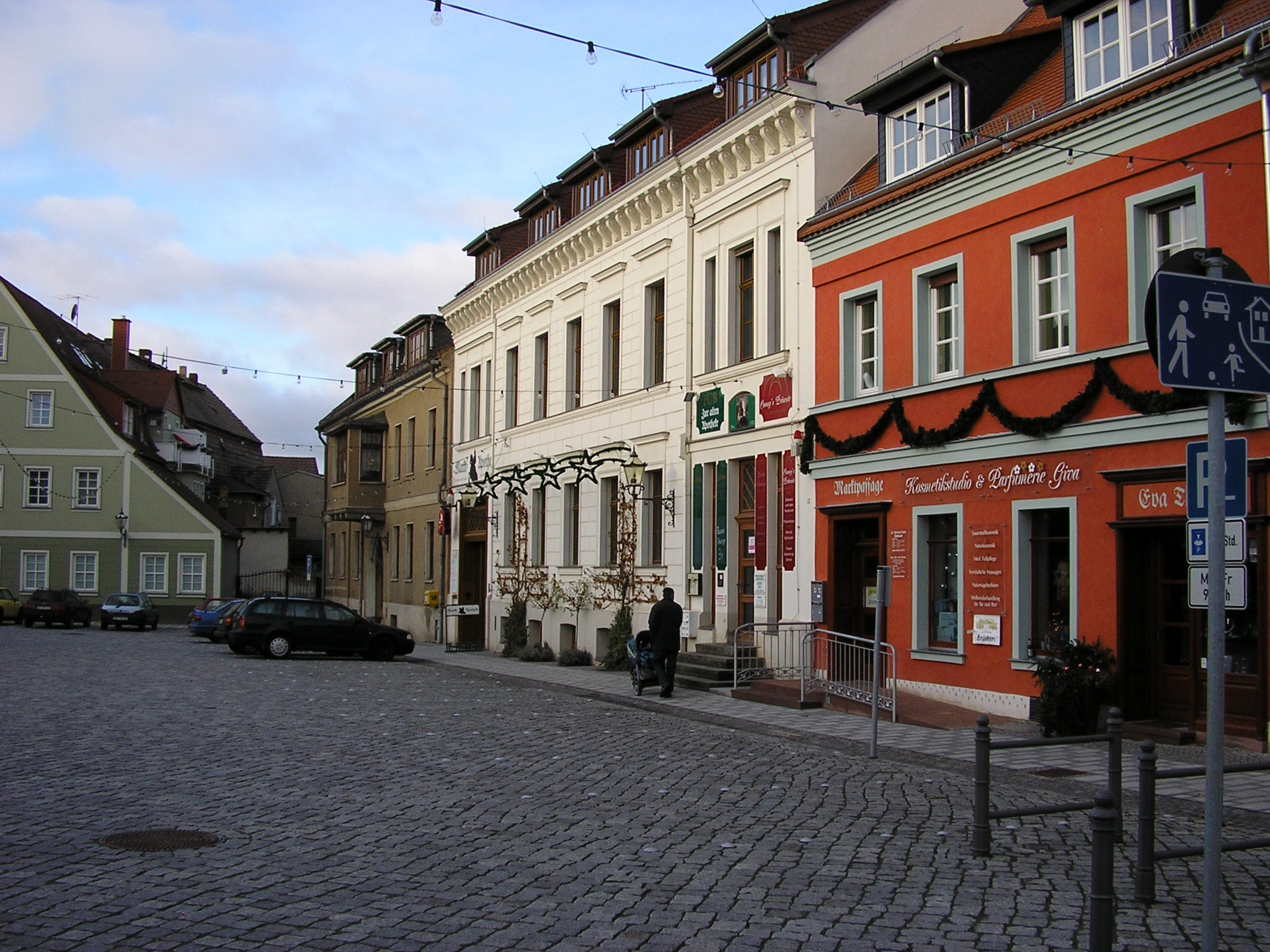
Bad Düben

Bad Düben este un oraș din landul Saxonia, Germania.